# Charles Eames

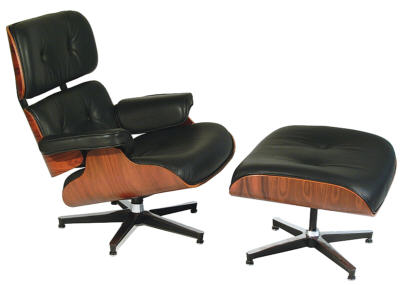
Lounge Chair and Ottoman

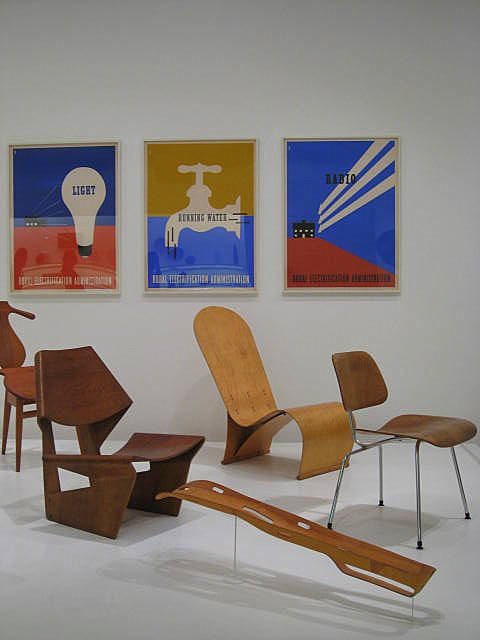
Meble zaprojektowane przez Charlesa i Ray Eamesów

Charles Ormond Eames junior (IPA: /'i:mz/; ur. 17 czerwca 1907 w Saint Louis, zm. 21 sierpnia 1978 tamże) – amerykański plastyk, architekt, projektant wzorów przemysłowych, scenografii filmowej, ceniony głównie za projekty mebli o nowoczesnych, opływowych kształtach (np. foteli).
Współpracował ze swoją żoną Ray, wraz z którą w 1979 otrzymał Royal Gold Medal. Współtworzył z nią również projekt pierwszego w historii pierwowzoru meblościanki, a ich dzieła można zobaczyć na ekspozycji rzemiosła artystycznego w Wadsworth Atheneum. Jego imię i nazwisko znajduje się w St. Louis Walk of Fame w kategorii "Architektura i sztuka". Najbardziej znane projekty małżeństwa Eames to: fotel Lounge Chair oraz krzesła z serii: "Plywood", "Plastic", "Armchair", "Plastic Side Chair" i "Organic Chair".[ link]